# Calochilus gracillimus
Calochilus gracillimus är en orkidéart som beskrevs av Herman Montague Rucker Rupp. Calochilus gracillimus ingår i släktet Calochilus och familjen orkidéer. Inga underarter finns listade i Catalogue of Life.